# 埃提烏斯蓄水池

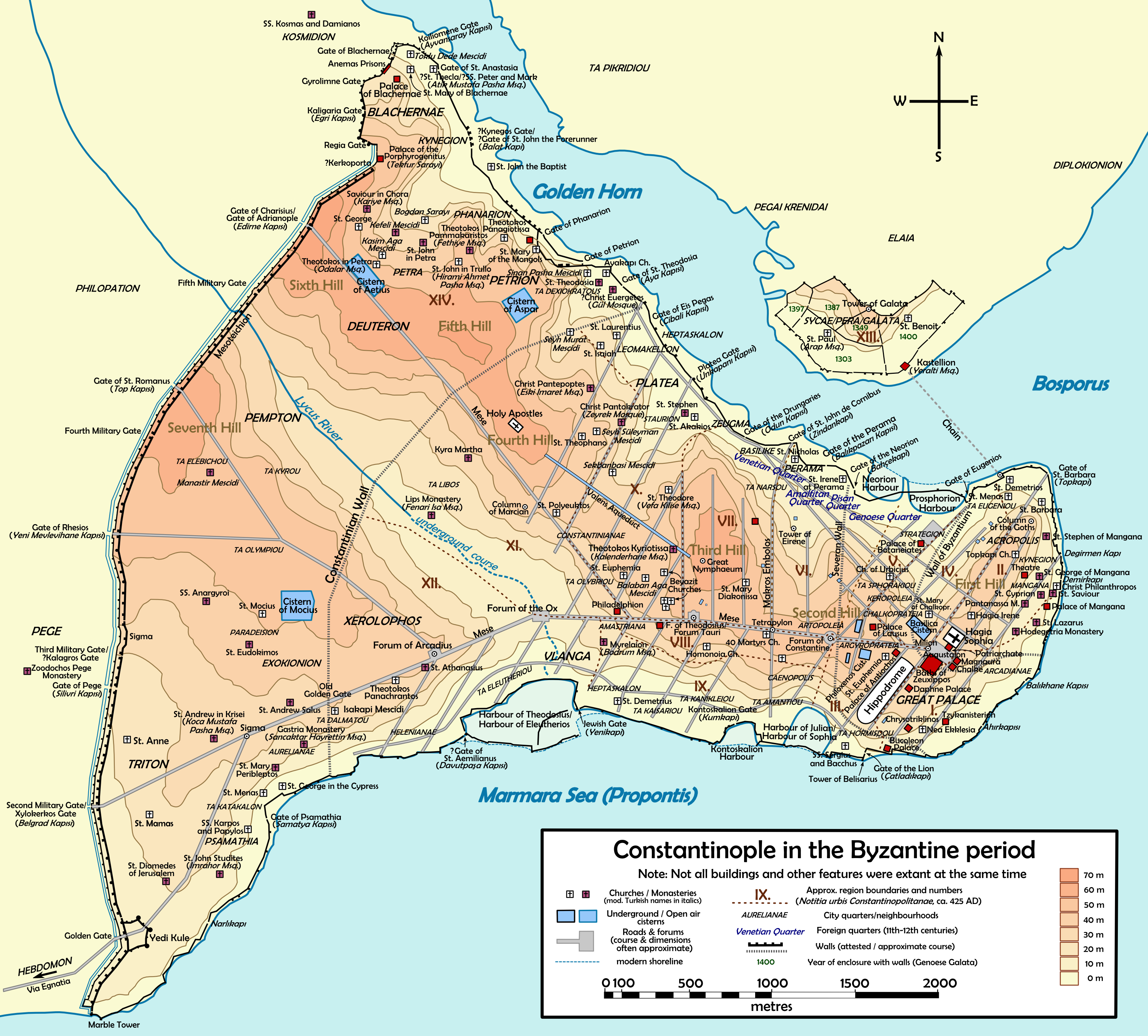
埃提烏斯蓄水池位於君士坦丁堡東北部

埃提烏斯蓄水池（希臘語：ἡ Κινστέρνη τοῦ Ἀετίου）是君士坦丁堡城內一個重要的拜占庭水庫，曾是最大的拜占庭蓄水池之一。該地現在是一處足球場。